# 東朝比奈
東朝比奈（ひがしあさひな）は、神奈川県横浜市金沢区の地名。現行行政地名は東朝比奈一丁目から東朝比奈三丁目。1980年の新設時に住居表示が実施されている。

## 歴史
昭和40年代後半より三信住宅として大規模な宅地開発が行われ、1980年（昭和55年）7月28日、住居表示（金沢区六浦第二次地区）の実施に伴い、六浦町・朝比奈町の各一部から東朝比奈一丁目〜三丁目が新設された。町名は、朝比奈町の東側に位置することに由来する。

## 地理
金沢区南西部に位置し、東部が一丁目、南西部が二丁目、北西部は三丁目の丁目が振られている。一丁目・三丁目と二丁目の境を横浜横須賀道路が通過する。町域の北西は大道、南東は六浦、南は六浦町、西から北西にかけては朝比奈町に接する。県道原宿六ツ浦線を経由し京急本線金沢八景駅と三信住宅とを結ぶ京浜急行バスが運行されているほか、一丁目東部は京急逗子線六浦駅も近い。2020年3月からは、京浜急行バスにより六浦駅から東朝比奈を循環する路線バスが実証運行されているが、同年9月16日より新型コロナウイルスの影響により運行を一時休止し、2022年9月30日に実証運行を終了した。

### 面積
面積は以下の通りである。
| 丁目           | 面積（km²） |
| -------------- | ----------- |
| 東朝比奈一丁目 | 0.291       |
| 東朝比奈二丁目 | 0.232       |
| 東朝比奈三丁目 | 0.121       |
| 計             | 0.644       |

### 地価
住宅地の地価は、2025年（令和7年）1月1日の公示地価によれば、東朝比奈2-24-7の地点で12万6000円/m²となっている。

## 世帯数と人口
2025年（令和7年）6月30日現在（横浜市発表）の世帯数と人口は以下の通りである。
| 丁目           | 世帯数    | 人口    |
| -------------- | --------- | ------- |
| 東朝比奈一丁目 | 1,203世帯 | 2,665人 |
| 東朝比奈二丁目 | 818世帯   | 1,787人 |
| 東朝比奈三丁目 | 670世帯   | 1,332人 |
| 計             | 2,691世帯 | 5,784人 |

### 人口の変遷
国勢調査による人口の推移。
| 年                 | 人口  |
| ------------------ | ----- |
| 1995年（平成7年）  | 6,378 |
| 2000年（平成12年） | 6,161 |
| 2005年（平成17年） | 6,287 |
| 2010年（平成22年） | 6,049 |
| 2015年（平成27年） | 5,742 |
| 2020年（令和2年）  | 5,583 |

### 世帯数の変遷
国勢調査による世帯数の推移。
| 年                 | 世帯数 |
| ------------------ | ------ |
| 1995年（平成7年）  | 2,009  |
| 2000年（平成12年） | 2,093  |
| 2005年（平成17年） | 2,257  |
| 2010年（平成22年） | 2,294  |
| 2015年（平成27年） | 2,294  |
| 2020年（令和2年）  | 2,341  |

## 学区
市立小・中学校に通う場合、学区は以下の通りとなる（2024年11月時点）。
| 丁目           | 番・番地等 | 小学校               | 中学校             |
| -------------- | ---------- | -------------------- | ------------------ |
| 東朝比奈一丁目 | 全域       | 横浜市立朝比奈小学校 | 横浜市立大道中学校 |
| 東朝比奈二丁目 | 全域       | 横浜市立朝比奈小学校 | 横浜市立大道中学校 |
| 東朝比奈三丁目 | 全域       | 横浜市立朝比奈小学校 | 横浜市立大道中学校 |

## 事業所
2021年（令和3年）現在の経済センサス調査による事業所数と従業員数は以下の通りである。
| 丁目           | 事業所数 | 従業員数 |
| -------------- | -------- | -------- |
| 東朝比奈一丁目 | 15事業所 | 61人     |
| 東朝比奈二丁目 | 23事業所 | 215人    |
| 東朝比奈三丁目 | 22事業所 | 236人    |
| 計             | 60事業所 | 512人    |

### 事業者数の変遷
経済センサスによる事業所数の推移。
| 年                 | 事業者数 |
| ------------------ | -------- |
| 2016年（平成28年） | 48       |
| 2021年（令和3年）  | 60       |

### 従業員数の変遷
経済センサスによる従業員数の推移。
| 年                 | 従業員数 |
| ------------------ | -------- |
| 2016年（平成28年） | 346      |
| 2021年（令和3年）  | 512      |

## 施設
- 横浜市立朝比奈小学校

## その他

### 日本郵便
- 郵便番号 : 236-0033[3]（集配局：横浜金沢郵便局[24]）

### 警察
町内の警察の管轄区域は以下の通りである。
| 丁目           | 番・番地等 | 警察署     | 交番・駐在所 |
| -------------- | ---------- | ---------- | ------------ |
| 東朝比奈一丁目 | 全域       | 金沢警察署 | 大道交番     |
| 東朝比奈二丁目 | 全域       | 金沢警察署 | 大道交番     |
| 東朝比奈三丁目 | 全域       | 金沢警察署 | 大道交番     |